# Slightly Mad Studios
Slightly Mad Studios — англійська компанія, яка займається розробкою відеоігор, заснована 2008 року. У листопаді 2019 року студія зі 150-осібним персоналом була придбана компанією Codemasters, розробниками серій відеоігор Colin McRae Rally, F1, Grid, DiRT тощо, за 30 мільйонів доларів США.

## Розроблені відеоігри
| Рік  | Назва                              | Видавець                                |
| ---- | ---------------------------------- | --------------------------------------- |
| 2009 | Need for Speed: Shift              | Electronic Arts                         |
| 2011 | Shift 2: Unleashed                 | Electronic Arts                         |
| 2012 | Test Drive: Ferrari Racing Legends | Rombax Games                            |
| 2015 | Project CARS                       | Slightly Mad Studios Bandai Namco Games |
| 2016 | Red Bull Air Race: The Game        | Wing Racers Sports Games                |
| 2017 | Project CARS 2                     | Bandai Namco Entertainment              |
| 2020 | Fast & Furious Crossroads          | Bandai Namco Entertainment              |
| 2020 | Project CARS 3                     | Bandai Namco Entertainment              |
| 2021 | Project CARS GO                    | Slightly Mad Studios                    |